# Jens Johansson
Pour les articles homonymes, voir Johansson.
Jens Johansson, né le 2 novembre 1963 à Stockholm, est un claviériste et un pianiste suédois connu dans le monde du metal. Il s'est fait connaître grâce à son travail sur les quatre premiers albums d'Yngwie Malmsteen puis avec Stratovarius.

## Biographie
Jens Johansson est le fils du pianiste de jazz Jan Johansson et le frère du batteur Anders Johansson. Il commence sa carrière en 1982 avec le groupe de heavy metal Silver Mountain dont le batteur est son frère, Anders. En 1983, il décide de partir s'installer en Californie où il rejoint Rising Force, le groupe du guitariste Yngwie Malmsteen. S'ensuivent de nombreux albums et tournées mondiales.
Entre 1989 et 1990, il est membre du groupe Dio avec lequel il enregistre quelques albums. On lui doit de nombreuses collaborations avec son frère ainsi qu'avec d'autres musiciens dont Jonas Hellborg et Benny Jansson. En 1994, il auditionne pour remplacer Kevin Moore au sein du groupe de metal progressif américain Dream Theater mais, devant la lenteur de la prise de décision, il préfére rejoindre le groupe Stratovarius, dans lequel il est le claviériste depuis 1995.
Il est cofondateur avec son frère du label Heptagon Records AB, qui vise à promouvoir leurs disques, ceux de leur père, ainsi que d'autres musiciens suédois.
Il apparaît aussi aux côtés du groupe finlandais Nightwish le temps d'un live à New York City en 2004, sur la tournée Once Upon a Tour.

## Discographie

### Stratovarius
- Episode (1996)
- Visions (1997)
- Visions of Europe (1998)
- Destiny (1998)
- Infinite (2000)
- Intermission (2001)
- Elements Part 1 (2003)
- Elements Part 2 (2003)
- Stratovarius (2005)
- Polaris (2009)
- Elysium (2011)
- Nemesis (2013)
- Eternal (2015)
- Intermission II (2018)
- Survive (2022)

### Yngwie Malmsteen
- Yngwie J. Malmsteen's Rising Force (1984)
- Marching Out (1985)
- Trilogy (1986)
- Odyssey (1988)
- Trial by Fire: Live in Leningrad (1989)
- Inspiration (1996)

### Anders Johansson
- Anders Johansson : Shu-Tka (1992)
- The Johansson Brothers (1994)
- Anders Johansson, Jens Johansson and Allan Holdsworth : Heavy Machinery (1996)
- Anders Johansson : Red Shift (1997)
- Johansson : Sonic Winter (1997)
- Johansson : The Last Viking (1999)

### Participations
- Silver Mountain : Shakin' Brains (1983)
- Erik Borelius : Fantasy (1988)
- Dio : Lock up the Wolves (1990)
- Deadline : Dissident (1991)
- Stephen Ross : Midnight Drive (1991)
- Ginger Baker : Unseen Rain (1992)
- RAF : Ode To A Tractor (1992)
- Shining Path : No Other World (1992)
- Jonas Hellborg Group : E (1993)
- Snake Charmer : Smoke And Mirrors (1993)
- Dave Nerge's Bulldog : The Return Of Mr. Nasty (1994)
- Robert Blennerhed : Seven (1994)
- Smoke On The Water - A Tribute (1994)
- Tony MacAlpine : Premonition (1994)
- Itä-Saksa : Let's Kompromise (1998)
- Snake Charmer : Backyard Boogaloo (1998)
- Benny Jansson : Flume Ride (1999)
- Blackmore's Night : Under A Violet Moon (1999)
- Mastermind [USA] : Excelsior! (1999)
- Roland Grapow : Kaleidoscope (1999)
- Mastermind [USA] : Angels Of The Apocalypse (2000)
- Einstein : Einstein Too (2001)
- La Leyenda Continua : Tributo A Rata Blanca (2001)
- Silver Mountain : Breakin' Chains (2001)
- Andy West With Rama : Rama 1 (2002)
- Arjen Anthony Lucassen : Star One: Space Metal (2002)
- Benny Jansson : Save The World (2002)
- Aina : Days Of Rising Doom (2003)
- Barilari (2003)
- Sonata Arctica : Winterheart's Guild (2003)
- Mastermind (Japanese) : To The World Beyond (2004)
- Spastic Ink : Ink Compatible (2004)
- Kamelot : The Black Halo (2005)
- Hammerfall : No Sacrifice, No Victory (2009)